# Analetris
Analetris is een geslacht van haften (Ephemeroptera) uit de familie Acanthametropodidae.

## Soorten
Het geslacht Analetris omvat de volgende soorten:
- Analetris eximia